# Samuha

Samuha y otras ciudades hititas.

Samuha (Šamuḫa)  es el nombre de una ciudad hitita  situada en el centro de Anatolia en la región del curso alto del río Kizilirmak, cuya ubicación exacta no ha sido determinada por la investigación arqueológica, aunque varios elementos apuntan al yacimiento arqueológico de Kayalıpına, excavado por arqueólogos alemanes. La idea de que hubiese dos ciudades con el mismo nombre es apoyada por algunos hititólogos, que se basan en dos textos, la Edicto de Telepinu y la Oración de Muwatalli (de Muwatalli I). En dichas fuentes hititas hay una contradicción: una ubica Samuha a orillas del Kizilirmak y la otra no menciona este río y dice que la capital de la región de las tierras altas del río Éufrates era Samuha. Algunos estudios la sitúan cerca de la moderna ciudad de Sivas. Escasean los testimonios asirios sobre la política, el comercio y la historia de la ciudad. Una carta menciona a un mercader asirio llamado Amur-Šamaš con un almacén en Samuha. Otra, a Šamlim-ahum, otro asirio que residía allí. En una tercera, se habla de que Samuha y su vecina Luhuzattiya formaban un centro de producción lanero. Un texto del corpus en antiguo asirio cuenta la relación entre Kuburnat y Samuha, y que para llegar de una a otra probablemente habría que atravesar un para de asentamientos, que comportaba unos pocos días de viaje. Identificar Kayalıpınar con Samuha, supone que Sulasaray distaba unos 6 km, que incluían la travesía de los montes Akdağlar.
Tablillas de barro hititas la ubican junto a un ancho río navegable.
Cobró especial relevancia durante el reinado de Tudhaliya I/II (1385-1360 a. C., aproximadamente), bajo cuyo reinado se produjeron unas invasiones que elevaron a Samuha a capital hitita de facto durante aquella etapa crítica para Hatti.
A finales del reinado de Arnuwanda I, el imperio hitita fue asolado por una serie de rebeliones de vasallos e invasiones de pueblos bárbaros; entre estas últimas destaca la de los kaskas, que llegaron a tomar la capital, Hattusa. Sufrió ataques procedentes del norte y del este de su enemiga Azzi-Hayasa.
Al subir al trono Tudhaliya III, decidió establecer una capital provisional en Samuha, como un hogar temporal para la corte real hitita en algún momento después de su abandono de Hattusa ante los ataques contra su reino por los kaskas y otros enemigos de su estado, hasta la reconquista de Hattusa (que sucedió poco después). Hizo de ella un importante centro de culto ubicado en el curso alto del río Kizilirmak    Sin embargo, Samuha fue capturado temporalmente por fuerzas del país de Azzi, y es en esta época en la que la ciudad alcanza su máximo esplendor, declinando a partir de entonces.
Samuha era también importante para la religión hitita, como centro de culto de dos importantes divinidades: el dios tormenta, y Sausga, equivalente hitita de Ishtar (Ištar-Šaušga); hasta tal punto era venerada Sausga que el rey hitita Hattusili III comenzó su carrera como sacerdote de esta diosa en Samuha.
No se conoce referencia alguna a Samuha posterior al reinado de Hattusili III.